# ۲۷۱ (قمری)
۲۷۱ (قمری)، دویست و هفتاد و یکمین سال در گاهشماری هجری قمری است. اول محرم این سال برابر با سوم ژوئیه سال ۸۸۴ میلادی است.

## وابسته
- جعفر بن علی